# Alexander Igorewitsch Djatschenko
Alexander Igorewitsch Djatschenko (russisch Александр Игоревич Дьяченко; * 24. Januar 1990 in Rudny, Oblast Kustanai, Kasachische SSR, Sowjetunion) ist ein russischer Kanute.

## Erfolge
Alexander Djatschenko, der in Kasachstan geboren wurde, gewann seine ersten internationalen Medaillen in seinem Debütjahr 2009, als er in Brandenburg an der Havel im Vierer-Kajak auf der 200-Meter-Strecke Vizeeuropameister wurde und in Dartmouth in derselben Disziplin bei den Weltmeisterschaften den dritten Platz belegte. Ein Jahr darauf sicherte er sich in Posen mit der 4-mal-200-Meter-Staffel im Einer-Kajak eine weitere Bronzemedaille bei Weltmeisterschaften. 2011 verbesserte er sich mit der Staffel in Szeged auf den zweiten Platz.
Bei den Olympischen Spielen 2012 in London gehörte Djatschenko zum russischen Aufgebot und trat im Zweier-Kajak auf der 200-Meter-Distanz an. Sein Partner war Juri Postrigai. Sie beendeten den ersten Vorlauf in 32,321 Sekunden auf dem ersten Platz und schlossen auch ihren Halbfinallauf in 32,051 Sekunden auf dem ersten Platz ab. Im Finale waren sie einmal mehr das schnellste Team und überquerten nach 33,507 Sekunden als Erste die Ziellinie, womit sie Olympiasieger wurden. Die Weißrussen Raman Petruschenka und Wadsim Machneu belegten in 34,266 Sekunden den zweiten Platz, die Briten Liam Heath und Jon Schofield gewannen in 34,421 Sekunden Bronze.
Ein Jahr darauf wurden Djatschenko und Postrigai in Duisburg auf der 200-Meter-Sprintdistanz erstmals Weltmeister. Dabei setzten sie sich erneut gegen Liam Heath und Jon Schofield durch. Mit der 4-mal-200-Meter-Staffel sicherten sie sich außerdem die Silbermedaille. Einen weiteren Titel gewannen Djatschenko und Postrigai auf der 200-Meter-Strecke im selben Jahr bei den Europameisterschaften in Montemor-o-Velho. Ein Jahr später verpassten sie in dieser Disziplin eine Titelverteidigung bei den Europameisterschaften in Brandenburg an der Havel nur knapp, nachdem sie den zweiten Platz hinter Ronald Rauhe und Tom Liebscher belegten. Auch bei den Weltmeisterschaften 2015 in Mailand schlossen sie das 200-Meter-Rennen auf dem zweiten Rang ab. Bei den Europaspielen 2015 in Baku belegten die beiden lediglich den sechsten Platz.
Am 26. Juli 2016 gab der Internationale Kanuverband den Ausschluss von fünf russischen Kanurennsportlern bekannt, darunter auch Alexander Djatschenko. Sie wurden aufgrund der im McLaren-Report aufgedeckten Dopingpraktiken von den Spielen ausgeschlossen. Mit Kirill Ljapunow gewann Djatschenko bei den Europameisterschaften 2017 in Plowdiw zunächst eine weitere Silbermedaille auf der 200-Meter-Strecke, ehe er bei den Weltmeisterschaften 2019 in Szeged mit Juri Postrigai zum zweiten Mal auf der Sprintstrecke Weltmeister wurde.
Djatschenko ist verheiratet und hat eine Tochter. Für seinen Olympiasieg 2012 wurde er mit dem Orden der Freundschaft und als Verdienter Meister des Sports ausgezeichnet.